# Кочарі (вірменський танець)
Кочарі (вірм. Քոչարի) — вірменський народний масовий (чоловічий) танець. Складається з помірної та швидкої частин. Музичні розміри 2/4, 4/4, 8/4 . Ритміка пружна, імпульсивна, з частими синкопами. Супроводжується грою на зурні та дхолі; поєднання мелодії та акомпанементу ударних інструментів створює поліритмічний ефект. Кочарі з'явився в первіснообщинному ладі, пов'язаний з культом тварин. Поширений по всій Вірменії, має багато різновидів — мшо хир, алашкерті кочарі, карно кочарі та ін. Скачуть кочарі на святах, танець приваблює образністю та мужньою динамікою. Кочарі внесено до списку нематеріальної культурної спадщини ЮНЕСКО (2017).

## Етимологія
Досліджувала танець Србуї Лісісіцан відзначала (1958), що всі особи, які передавали танці виду кочарі, стверджували, що кочарі означає «танець кочівників» (від «кочел» — кочувати) . У Музичному енциклопедичному словнику (1990) відзначається походження слова від тюркського «кіч» (баран). Гагік Гіносян зводить корінь назви танцю до слів «գոչ», «ղոչ», «խոչ» («гоч», «гхоч», «хоч»), що позначають барана, і пов'язує з поклонінням цій тварині.

## Опис
Танець має музичні розміри 2/4, 4/4, 8/4 , темп — від помірного до дуже швидкого. Виконавці кочарі тримаються за руки або кладуть один одному руки на плечі та танцюють зімкнутим поряд по колу. Зміна фігур відбувається за командою ватажка, який подає знак хусткою або вигуком. Складається кочарі з різких випадів вперед і назад, кроків з пританцьовуванням, що переходять у динамічні стрибки з поворотами.

## Аналіз танців

Переклад: уривок танцю кочарі, Музичний енциклопедичний словник (1990)

У правильній формі танців виду кочарі явно збереглися, законсервувалися рухові коріння найдавніших рухів колись наслідували звичкам, стрибкам і стрибкам, бою , баденію баранів і козлів, змаганням і танцям — Пано, як і досі збереглося найдавніше коріння вірменської мови . Наслідуваність рухів особливо яскраво виражена в стрімких випадах вперед, у переносах упору назад, як би для розмаху і в різкому випрямленні коліна після випаду, з нахилом торса вперед, як би для того, щоб «баднути» суперника.
Передбачається, що вид танців кочарі був пов'язаний з культом родючості . Кочарі близький до танців Вер-вері також присвячених культу родючості. Так, наприклад, деякі танці виду Кочарі в швидких частинах розвивають не основу в 8 одиниць рахунку своєї I частини, а переходять на швидкі частини в 6 одиниць, властиві виду Вер-вері. Це вказує на наявність процесу розкладання старої форми даного виду танців за втратою старого змісту і на злиття залишків цієї форми з найбільш спорідненою з нею формою танцювальних фігур інших танців аналогічного культу родючості, з якими були пов'язані витоки танців виду Вер-вері .

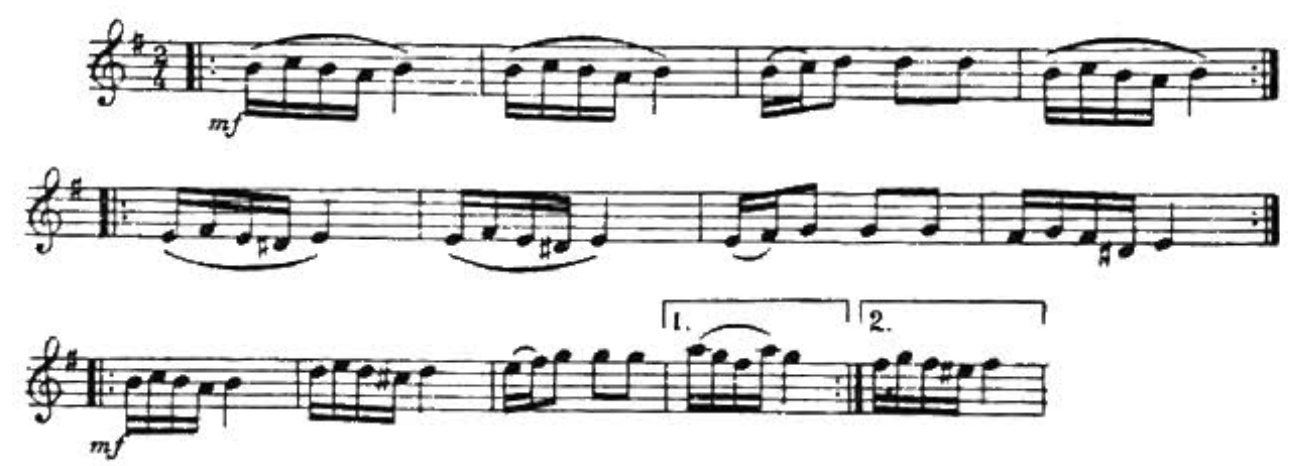
Переклад: уривки танцю кочарі, Енциклопедичний музичний словник (1959)

Основною формою кочарі є танцювальна фігура, що складається з 8 основних рухів, виконуваних на чверть такту, з паузою на одну восьму. У 8 подібних основних рухів кочарі вкраплюються характерні пританці, спочатку за допомогою пригинів і випрямлень колін, потім за допомогою підйомів на носок і спусків на всю ступню, що переходять у швидких частинах у стрибки, що зображують стрибку козлів .
Лейтмотивом танку є рухи та стрибки, які уособлюють рухи тварин, зокрема центральною твариною в цьому танці є овен, а в танці мшо хир — кінь. Мшо означає «Муський» (від міста та однойменної області Муш) .

## Різновиди
- Алашкерти кочари[7]
- Апарани кочари[1]
- Йэрлакани (Талинский вариант)[8]
- Карно кочари[9]
- Мартуну кочари[1]
- Мшо хыр[1]
- Позаре[10]
- Мшо кочари[11]
- Ахкти кочари[12]
- Схерди кочари[13]
- Буланхи кочари[14]

## Музичні твори
В танцях використовуються, такі музичні твори як:
- Балет «Спартак» Арама Хачатуряна, його ж фуга № 7 з циклу «Речитативи та фуги»[15]
- 2-й симфонія Дживана Тер-Татевосяна[1]
- «Симфонічні танці» Едварда Мірзоянa[1]
- Соната Аро Степаняна[16]
- Струнний квартет Рубена Алтуняна[17]
- Фортепіанний квінтет Едгара Оганесяна[18]

## Культурний контекст
- Танець кочарі (Мшо кочарі), як і безліч інших танців, був виконаний біля Рейхстагу в 1945 р. радянськими солдатами-вірменами[19][20][21]. Очевидцем цієї події Аршалуйсом Сарояном на згадку було написано вірш «Танець Перемоги». Однойменна картина була принесена в дар музею на Поклонній горі[22]. Кадри виконання танцю біля стін Рейхстагу десятиліттями показувалися по вірменському телебаченню[23].
- Картина «Народний танець кочарі» належить кисті заслуженої художниці Вірменської РСР Нани Гюлікехв'ян і входить до циклу полотен про трудівників Вірменії[24].
- У 1970-і роки у Вірменії був популярний самодіяльний ансамбль «Оровел-кочарі»[25].
- Армен Григорян, фронтмен гурту «Крематорій», зазначав, що початок мелодії пісні «Потворна Ельза» — це, по суті, вірменський танець «кочарі», лише зіграний у рок-форматі та зі скрипкою[26][27].